# Szarcz (jezioro)
Szarcz – jezioro w Polsce, położone w województwie lubuskim, w powiecie międzyrzeckim, w gminie Pszczew, na północno-zachodnim krańcu wsi Pszczew. Jezioro zostało zagospodarowane na potrzeby turystyki i rekreacji. Liczna zabudowa rekreacyjna zlokalizowana jest na krańcu południowo-wschodnim i zachodnim.

## Położenie i opis
Jezioro Szarcz położone jest we wschodniej części powiatu międzyrzeckiego, na pograniczu Bruzdy Zbąszyńskiej i Pojezierza Poznańskiego. Otoczenie jeziora stanowią głównie tereny rolnicze, lasy znajdują się wyłącznie w pobliżu południowego brzegu, za skarpą linii kolejowej Międzyrzecz-Międzychód. Dno akwenu jest twarde i piaszczyste, ale jednocześnie bardzo zróżnicowane. Najgłębsze miejsca jeziora sąsiadują ze znacznymi wypłyceniami, porośniętymi roślinnością wynurzoną. Nadmiar wód odprowadzany jest niewielkim ciekiem na północ poprzez jeziora Białe, Czarne oraz Lubikowskie, aż do Warty.

## Hydronimia
Nazwa jezioro Szarcz pojawia się w źródłach w 1564 roku. Do 1945 roku było nazywane Scharziger See. Obecna nazwa została wprowadzona urzędowo 17 września 1949 roku. Według urzędowych spisów opracowanych przez Komisję Nazw Miejscowości i Obiektów Fizjograficznych (KNMiOF) oraz przez Państwowy rejestr nazw geograficznych nazwa tego jeziora to Szarcz. W dokumentach PZW jezioro jest określane jako Szarcz Duży, natomiast w dokumentacji Wojewódzkiego Inspektoratu Ochrony Środowiska podawana jest również druga nazwa jezioro Szarzeńskie.

## Morfometria
Według danych Instytutu Rybactwa Śródlądowego powierzchnia zwierciadła wody jeziora wynosi 169,8 ha. Średnia głębokość zbiornika wodnego wynosi 7,9 m, a maksymalna – 14,5 m. Lustro wody znajduje się na wysokości 56,3 m n.p.m. Objętość jeziora wynosi 13 465,8 tys. m³. Maksymalna długość jeziora to 2440 m, a szerokość 1290 m. Długość linii brzegowej wynosi 7275 m.
Natomiast A. Choiński określił poprzez planimetrowanie na mapach 1:50 000 wielkość jeziora na 163,5 ha.
Według numerycznego modelu terenu udostępnionego przez Geoportal lustro wody znajduje się na wysokości 55,8 m n.p.m.
Według Mapy Podziału Hydrograficznego Polski leży na terenie zlewni szóstego poziomu Zlewnia jez. Szarcz. Identyfikator MPHP to 187781. Powierzchnia zlewni jeziora wynosi 3,9 km².

## Zagospodarowanie
Administratorem wód jeziora jest Regionalny Zarząd Gospodarki Wodnej w Poznaniu. Utworzył on obwód rybacki, który obejmuje wody cieku Struga Lubikowska oraz jeziora Szarcz (Obwód rybacki jeziora Szarcz na cieku Struga Lubikowska – Nr 1). Gospodarkę rybacką na jeziorze prowadzi Polski Związek Wędkarski Okręg w Gorzowie Wielkopolskim.
Jezioro pełni również funkcje rekreacyjne. Na jeziorze funkcjonują dwa kąpieliska wyznaczone z zasadami dyrektywy kąpieliskowej: Kąpielisko OW Karina nad Jeziorem Szarcz Duży oraz Kąpielisko Gminne nad jeziorem Szarcz Duży. W 2022 roku jakość wód na obydwu kąpieliskach oceniono jako doskonałą.

## Czystość i ochrona środowiska
Według danych z lat 1993, 1999 oraz 2005 wody jeziora zaliczane były do II klasy czystości. Badania z 2016 roku zaliczyły wody jeziora do wód o dobrym stanie ekologicznym, co odpowiada II klasie jakości. Klasa jakości została utrzymana również w 2019 roku, wskaźnikiem który zadecydował o drugiej klasie był stan makrozoobentosu oraz ichtiofauny, podczas gdy stan fitoplanktonu, makrofitów oraz fitobentosu oceniono jako bardzo dobry. W tym samym roku stan chemiczny wód określono jako poniżej dobrego, elementami przekraczającymi normę była zawartość PBDE oraz heptachloru w tkankach ryb. Przeźroczystość wód została określona na 3,7 metra.
Jezioro Szarcz zostało zakwalifikowane jako średnio odporne na degradujące wpływy zewnętrzne, w związku z czym zostało zaliczone do II kategorii podatności na degradację. Oznacza to, że jest to jezioro o średnich warunkach naturalnych. Z jednej strony ma dość dobre warunki morfometryczne zabezpieczające przed degradującym wpływem zanieczyszczeń antropogennych, w szczególności charakteryzuje się dość dużą głębokością średnią oraz bardzo niskim procentem wymiany wód w ciągu roku (4%). Jednak z drugiej strony niska stratyfikacja termiczna niekorzystnie wpływa na jakość wód jeziora.
Jezioro w całości znajduje się na obszarze Pszczewskiego Parku Krajobrazowego oraz na obszarach chronionych w ramach programu Natura 2000. W ramach dyrektywy siedliskowej chroniony obszar nazywa się Rynna Jezior Obrzańskich, natomiast dyrektywę ptasią reprezentuje obszar Jeziora Pszczewskie i Dolina Obry.